# Christopher Reeves (Eishockeyspieler)
Christopher Reeves (* 14. Mai 1989) ist ein ehemaliger südafrikanischer Eishockeyspieler, der zuletzt bis 2016 bei den Cape Town Penguins in der Western Province Ice Hockey League spielte. Zudem ist er auch bereits als Trainer tätig.

## Karriere
Christopher Reeves begann seine Karriere bei den Cape Town Sharks in seiner Heimatstadt Kapstadt. 2011 wechselte er zum Lokalrivalen Cape Town Penguins, bei dem er 2016 seine Karriere beendete. 2012/13 war er auch als Assistenztrainer seiner Mannschaft tätig.

### International
Reeves stand zunächst bei den U18-Weltmeisterschaften 2005 in der Division II und 2006 in der Division III sowie der U20-Weltmeisterschaft 2008 ebenfalls in der Division III für Südafrika auf dem Eis. Mit der Herren-Nationalmannschaft nahm er an den Welttitelkämpfen der Division III 2011 und 2013, als er die meisten Scorerpunkte eines Verteidigers erreichte, sowie der Division II 2014 und 2015 teil.
Neben seiner aktiven Karriere fungierte er bei der Weltmeisterschaft 2014 und 2015 als Assistenztrainer der südafrikanischen U-18-Auswahl in der Division III.

## Erfolge und Auszeichnungen
- 2011 Aufstieg in die Division II, Gruppe B, bei der Weltmeisterschaft der Division III
- 2013 Aufstieg in die Division II, Gruppe B, bei der Weltmeisterschaft der Division III
- 2013 Meiste Scorerpunkte eines Verteidigers bei der Weltmeisterschaft der Division III
- 2014 Als Assistenztrainer Aufstieg in die Division III, Gruppe A, bei der U18-Weltmeisterschaft der Division III, Gruppe B